# Falkenberg
Falkenberg je grad u zapadnom dijelu južne Švedske u sastavu županije Halland.

## Stanovništvo
Prema podacima o broju stanovnika iz 2005. godine u gradu živi 18.972 stanovnika.

## Vanjske poveznice
- Službena stranica grada  Arhivirana inačica izvorne stranice od 16. travnja 2021. (Wayback Machine)

### Ostali projekti
|  | Zajednički poslužitelj ima još gradiva o temi Falkenberg |